# ASC Seagulls Baseball Club
 (mars 2025).
Motif : absence de sources secondaires indépendantes pérennes et de qualité.
- Archive Wikiwix
- Bing
- Cairn
- DuckDuckGo
- E. Universalis
- Gallica
- Google
- G. Books
- G. News
- G. Scholar
- Persée
- Qwant
- (zh) Baidu
- (ru) Yandex
- (wd) trouver des œuvres sur Wikidata

| 1. | Préciser le motif de la pose du bandeau. | Précisez le motif de la pose du bandeau en utilisant la syntaxe suivante : {{admissibilité à vérifier\|date=mars 2025\|motif=remplacez ce texte par le motif}}                                  |
| 2. | Informer les utilisateurs concernés.     | Pensez à avertir le créateur de l'article, par exemple, en insérant le code ci-dessous sur sa page de discussion : {{subst:avertissement admissibilité à vérifier\|ASC Seagulls Baseball Club}} |

 (juillet 2023).
Uniformes
L’ASC Seagulls Baseball Club est le club de baseball de la ville de Cherbourg-Octeville, dans la Manche. Fondé en 1986, le club est surnommé les Seagulls de Cherbourg et évolue en Division régionale de Normandie depuis 2013 après avoir connu l'Élite en 1998, 2002 et 2003.

## Histoire
Le club est fondé en 1986 sous le nom de Batboys de Cherbourg. Il est rebaptisé Seagulls de Cherbourg en 1989. De 1986 à 1993, le club évolue en division régionale, puis joue en Nationale 2 en 1994 et 1995. Championne de France de Nationale 2 en 1995, l’équipe première joue en Nationale 1B (deuxième division à l'époque) en 1996 et 1997.
Vice-Championne de Nationale 1B en 1997, elle évolue en Nationale 1A (première division à l'époque) en 1998, mais est rétrogradée en fin de saison et joue à nouveau en Nationale 1B de 1999 à 2001.
En 2002 et 2003, le club est à nouveau au plus haut niveau en Division Élite (première division). Le club redescend en Nationale 1, nouveau nom de la D2, à la fin de la saison 2003.
Les Seagulls décrochent le titre de Nationale 1 en 2006, mais déclinent la promotion en Élite pour des raisons administratives et financières. Le club se maintient depuis lors en N1.
En 2009, la phase de saison régulière s'achève sur une quatrième place de la poule B avec 9 victoires pour 13 défaites derrière les Woodchucks de Bois-Guillaume, les Expos d'Ermont et les Korvers de Dunkerque. En phase de playoffs, le club termine sixième et dernier de la poule A avec une victoire pour 9 défaites.
En 2010 et 2011, les Seagulls jouent les playoffs mais échouent avant le dernier carré.
En 2012, l'équipe première déclare forfait pour la saison. À la suite de cela, le club fait face à un départ massif de ses cadres et les Seagulls se voit dans l'obligation de descendre en division régionale afin de reconstruire un collectif.
Entre 2013 et 2015, les Seagulls évoluent en championnat régional de Normandie.
En 2016, le club évolue en 2e division du Championnat régional de Normandie.
En 2017, les Seagulls remportent le Championnat régional 2 avec un bilan de 19 victoires pour 1 défaite et retrouvent la première division du championnat régional de Normandie en fin de saison grâce à ce titre.
Pour la saison 2018, Cherbourg évolue avec Stéphane Bernaquez comme entraîneur. Les Seagulls terminent la saison invaincus en 21 rencontres disputées, remportant le championnat régional 1 ainsi que le challenge de Normandie.
En 2019, les Seagulls participent au championnat régional de Normandie, ils évoluent dans la poule Ouest aux côtés de Valognes, Saint-Lô, Caen et Honfleur. Sébastien Gréard est le nouvel entraîneur de l'équipe pour la saison.

## Palmarès
- Vainqueur du Challenge de Normandie : 2018.
- Champion de Normandie Régional 1 : 2018.
- Champion de Normandie Régional 2 : 2017.
- Champion de France de Nationale 1 (D2) : 2006.
- Vice-champion de France de Nationale 1 (D2): 1997, 2001.
- Champion de France de Nationale 2 (D3) : 1995.

## Effectif
- Manager :      Sébastien GREARD
- Entraîneurs : Sébastien GREARD Jean-Paul ROUPSARD
- Joueurs :